# Łyżwiarstwo szybkie na Zimowych Igrzyskach Olimpijskich 1924
Zawody w łyżwiarstwie szybkim na Zimowych Igrzyskach Olimpijskich 1924 odbywały się w dniach 26–27 stycznia 1924 roku. Rywalizowali wyłącznie mężczyźni. Zawodnicy walczyli w pięciu konkurencjach: na 500 m, 1500 m, 5000 m, 10 000 m i wielobój na 10 000 m. Łącznie rozdanych zostało pięć kompletów medali. Zawody odbywały się na torze Stade Olympique de Chamonix.

## Terminarz
| Data           | Miejscowość | Konkurencja       | Złoto           | Srebro          | Brąz                       |
| -------------- | ----------- | ----------------- | --------------- | --------------- | -------------------------- |
| 26 lutego 1924 | Chamonix    | 500 m mężczyzn    | Charles Jewtraw | Oskar Olsen     | Clas Thunberg Roald Larsen |
| 26 lutego 1924 | Chamonix    | 5000 m mężczyzn   | Clas Thunberg   | Julius Skutnabb | Roald Larsen               |
| 27 lutego 1924 | Chamonix    | 1500 m mężczyzn   | Clas Thunberg   | Roald Larsen    | Sigurd Moen                |
| 27 lutego 1924 | Chamonix    | 10000 m mężczyzn  | Julius Skutnabb | Clas Thunberg   | Roald Larsen               |
| 27 lutego 1924 | Chamonix    | Wielobój mężczyzn | Clas Thunberg   | Roald Larsen    | Julius Skutnabb            |

## Mężczyźni

### 500 m
| Miejsce | Państwo           | Zawodnik        | Czas | Strata |
| ------- | ----------------- | --------------- | ---- | ------ |
|         | Stany Zjednoczone | Charles Jewtraw | 44.0 |        |
|         | Norwegia          | Oskar Olsen     | 44.2 | +0.2   |
|         | Finlandia         | Clas Thunberg   | 44.8 | +0.8   |
|         | Norwegia          | Roald Larsen    | 44.8 | +0.8   |
| 5.      | Finlandia         | Asser Wallenius | 45.0 | +1.0   |
| 6.      | Szwecja           | Axel Blomqvist  | 45.2 | +1.2   |
| 7.      | Kanada            | Charles Gorman  | 45.4 | +1.4   |
| 8.      | Stany Zjednoczone | Joe Moore       | 45.6 | +1.6   |
|         | Norwegia          | Harald Strøm    | 45.6 | +1.6   |
| 10.     | Finlandia         | Julius Skutnabb | 46.4 | +2.4   |
| . . .   |                   |                 |      |        |
| 17.     | Polska            | Leon Jucewicz   | 49.6 | +5.6   |

Data: 26 stycznia 1924

### 1500 m
| Miejsce | Państwo           | Zawodnik        | Czas   | Strata |
| ------- | ----------------- | --------------- | ------ | ------ |
|         | Finlandia         | Clas Thunberg   | 2:20.8 |        |
|         | Norwegia          | Roald Larsen    | 2:22.0 | +1.2   |
|         | Norwegia          | Sigurd Moen     | 2:25.6 | +4.8   |
| 4.      | Finlandia         | Julius Skutnabb | 2:26.6 | +5.8   |
| 5.      | Norwegia          | Harald Strøm    | 2:29.0 | +8.2   |
| 6.      | Norwegia          | Oskar Olsen     | 2:29.2 | +8.4   |
| 7.      | Stany Zjednoczone | Harry Kaskey    | 2:29.8 | +9.0   |
| 8.      | Stany Zjednoczone | Charles Jewtraw | 2:31.6 | +10.8  |
|         | Stany Zjednoczone | Joe Moore       | 2:31.6 | +10.8  |
| 10.     | Łotwa             | Alberts Rumba   | 2:32.0 | +11.2  |
| . . .   |                   |                 |        |        |
| 15.     | Polska            | Leon Jucewicz   | 2:42.6 | +21.8  |

Data: 27 stycznia 1924

### 5000 m
| Miejsce | Państwo           | Zawodnik         | Czas    | Strata  |
| ------- | ----------------- | ---------------- | ------- | ------- |
|         | Finlandia         | Clas Thunberg    | 8:39.0  |         |
|         | Finlandia         | Julius Skutnabb  | 8:48.4  | +9.4    |
|         | Norwegia          | Roald Larsen     | 8:50.2  | +11.2   |
| 4.      | Norwegia          | Sigurd Moen      | 8:51.0  | +12.0   |
| 5.      | Norwegia          | Harald Strøm     | 8:54.6  | +15.6   |
| 6.      | Stany Zjednoczone | Valentine Bialas | 8:55.0  | +16.0   |
| 7.      | Norwegia          | Fridtjof Paulsen | 8:59.0  | +20.0   |
| 8.      | Stany Zjednoczone | Richard Donovan  | 9:05.6  | +26.6   |
| 9.      | Francja           | Léon Quaglia     | 9:08.6  | +29.6   |
| 10.     | Finlandia         | Asser Wallenius  | 9:12.8  | +33.8   |
| . . .   |                   |                  |         |         |
| 16.     | Polska            | Leon Jucewicz    | 10:05.6 | +1:26.6 |

Data: 26 stycznia 1924

### 10000 m
| Miejsce | Państwo           | Zawodnik         | Czas    | Strata  |
| ------- | ----------------- | ---------------- | ------- | ------- |
|         | Finlandia         | Julius Skutnabb  | 18:04.8 |         |
|         | Finlandia         | Clas Thunberg    | 18:07.8 | +3.0    |
|         | Norwegia          | Roald Larsen     | 18:12.2 | +7.4    |
| 4.      | Norwegia          | Fridtjof Paulsen | 18:13.0 | +8.2    |
| 5.      | Norwegia          | Harald Strøm     | 18:18.6 | +13.8   |
| 6.      | Norwegia          | Sigurd Moen      | 18:19.0 | +14.2   |
| 7.      | Francja           | Léon Quaglia     | 18:25.0 | +20.2   |
| 8.      | Stany Zjednoczone | Valentine Bialas | 18:34.0 | +29.2   |
| 9.      | Stany Zjednoczone | Richard Donovan  | 18:57.0 | +52.2   |
| 10.     | Finlandia         | Asser Wallenius  | 19:03.8 | +59.0   |
| . . .   |                   |                  |         |         |
| 14.     | Polska            | Leon Jucewicz    | 20:40.8 | +1:36.0 |

Data: 27 stycznia 1924

### Wielobój
| Miejsce | Państwo   | Zawodnik        | Punkty |
| ------- | --------- | --------------- | ------ |
|         | Finlandia | Clas Thunberg   | 5.5    |
|         | Norwegia  | Roald Larsen    | 9.5    |
|         | Finlandia | Julius Skutnabb | 11.0   |
| 4.      | Norwegia  | Sigurd Moen     | 17.0   |
| 5.      | Norwegia  | Harald Strøm    | 17.0   |
| 6.      | Francja   | Léon Quaglia    | 25.0   |
| 7.      | Łotwa     | Alberts Rumba   | 27.0   |
| 8.      | Polska    | Leon Jucewicz   | 32.0   |

Data: 27 stycznia 1924

## Tabela medalowa
| Lp. | Kraj              | złoto | srebro | brąz | razem |
| --- | ----------------- | ----- | ------ | ---- | ----- |
| 1.  | Finlandia         | 4     | 2      | 2    | 8     |
| 2.  | Stany Zjednoczone | 1     | 0      | 0    | 1     |
| 3.  | Norwegia          | 0     | 3      | 4    | 7     |

### Polacy
| Zawodnik      | 500 m | 1500 m | 5000 m | 10000 m | wielobój |
| ------------- | ----- | ------ | ------ | ------- | -------- |
| Leon Jucewicz | 17.   | 15.    | 16.    | 14.     | 8.       |